# Edward W. Schlag
Edward William Schlag (* 12. Januar 1932 in Los Angeles; † 11. August 2020) war ein US-amerikanisch-deutscher Chemiker und Hochschullehrer. Von 1971 bis 2000 war er Lehrstuhlinhaber für Physikalische Chemie in München.

## Leben
Edward W. Schlag kam als Kind des deutschen Juristen Hermann Schlag (Regierungsrat im Reichsfinanzministerium und später Leitendes Vorstandsmitglied der Deutschen Landesrentenbank) und der US-Amerikanerin Hilda Schlag, geborene Nolte, in Los Angeles zur Welt. Er wuchs zeitweise in Deutschland auf, aber kehrte 1946 in die USA zurück. Ab 1949 studierte er Chemie am Occidental College in Los Angeles, absolvierte dort sein Examen mit Diplom und promovierte 1958 an der University of Washington in Seattle. 1959 begann er mit Forschungstätigkeiten in der Industrie bei du Pont de Nemours. 1960 bis 1962 wirkte er in Buffalo als Technischer Berater. 1960 wurde er Assistant Professor, 1964 Associate Professor und 1969 Full Professor an der Northwestern University in Evanston (Illinois). 1963 wurde er Mitglied des Mational Fulbright Committee für Deutschland. 1965 war er Alfred P. Sloan Research Fellow. Von 1971 bis 2000 war er ordentlicher Professor für Physikalische Chemie an der Technischen Universität München. Als Gastprofessor lehrte er in Großbritannien, den USA und Israel. Er war u. a. Mitglied der Bayerischen Akademie der Wissenschaften, der Academia Europaea (1998) und der American Physical Society (Fellow).
Er gründete die Zeitschrift Chemical Physics. Im Jahr 1984 entwickelte er mit Klaus Müller-Dethlefs die ZEKE-Spektroskopie.
Edward Schlag war ab 1955 mit Angela Schlag, geborene Gräfin zu Castell-Castell, verheiratet und hatte drei Kinder (Katherina, Karl und Elisabeth) mit ihr.

## Auszeichnungen
- 1988: Ehrendoktor, Hebräischen Universität Jerusalem
- 1993: Gold Honorary J. Heyrovsky Medal, Akademie der Wissenschaften der Tschechischen Republik
- 2001: Werner Heisenberg-Medaille, Alexander von Humboldt-Stiftung[5]